# Мала Буковица (Травник)
Мала Буковица је насељено место у Босни и Херцеговини у општини Травник. Административно припада Федерацији Босне и Херцеговине, односно њеном Средњобосанском кантону. Према попису становништва из 2013. у насељу је било 134 становника, а већинску популацију чинили су Хрвати.

## Становништво
По последњем службеном попису становништва из 2013. године у овом насељу живело је 134 становника, а село је било етнички хомогено са већинском хрватском популацијом.
| Националност | 2013. | 1991.        | 1981.        | 1971.        |
| Бошњаци      | —     | 0            | 2 (0,71%)    | 0            |
| Хрвати       | —     | 247 (100,0%) | 281 (99,29%) | 293 (99,66%) |
| Срби         | —     | 0            | 0            | 1 (0,34%)    |
| Укупно       | 134   | 247          | 283          | 294          |